# NGC 895
NGC 895 è una galassia a spirale situata nella costellazione della Balena, a una distanza di circa 98 milioni di anni luce dalla nostra Via Lattea.

## Scoperta
La galassia è stata scoperta il 10 settembre 1785 dall'astronomo britannico di origine tedesca William Herschel.

## Descrizione
NGC 892 ha una classe di luminosità III-IV e presenta una larga riga a 21 cm dell'idrogeno neutro.
Data la sua luminosità superficiale pari a 14,13, NGC 895 può essere classificata come una galassia a bassa luminosità superficiale (nella letteratura in lingua inglese abbreviata in LSB, acronimo di Low Surface Brightness). Le galassie LSB sono galassie di tipo diffuso (D) con una luminosità superficiale inferiore di almeno una magnitudine a quella del cielo notturno circostante.

## Supernova
Il 16 settembre 2003, all'interno di NGC 895 è stata scoperta la supernova SN 2003id da D. Singer, B. Beutler, B. Swift e W. Li nel corso del programma LOTOSS dell'Osservatorio Lick. La supernova è stata classificata di tipo Ic-pec.